# Арика-і-Паринакота
Арика-і-Паринакота (повна назва: XV Регіон Арика-і-Паринакота, ісп. XV Región de Arica y Parinacota, кечуа Arika Parinaqutapas suyu) — регіон (найбільша одиниця адміністративного поділу) Чилі. Складається з двох провінцій: Арика і Паринакота. Столиця — місто Арика. Також це найпівнічнійший і найновіший регіон Чилі, створений 8 жовтня 2007 року в результаті розділення I Регіону Тарапака.

## Географія
На сході регіону — західні схили Західної Кордильєри Центральних Анд, що опускаються на півночі до узбережжя Тихого океану. Уздовж узбережжя від Арики і далі на південь починається Прибережний хребет висотою в цьому регіоні до 1000 м.
Клімат тропічний, пустельний. На узбережжі пересічні температури січня 23 °C, липня 17 °C. Опади випадають до 150 мм на рік.
У флорі переважають розріджені чагарники.

## Економіка
Основа економіки регіону — видобувна промисловість, тут добуваються сірка, залізна руда, борати)
Сільське господарство оазового типу, уздовж річок. На поливних землях вирощують цитрусові, манго, овочі, маслини, бавовник. На гірських пасовиськах розводять лам. Також розвинуте рибальство.
З 1960—1970-тих років значного розвитку набула автомобілезбірна промисловість та виробництво телевізорів (у місті Арика).
Основні транспортні шляхи: залізниці Арика — Ла-Пас (Болівія), Арика — Такна (Перу) та Панамериканське шосе. Морський порт Арики відіграє важливу роль не тільки для Чилі, а й для Болівії, яка не має власного виходу до Тихого океану.
| Чилі | Це незавершена стаття з географії Чилі. Ви можете допомогти проєкту, виправивши або дописавши її. |